# Дзабутон

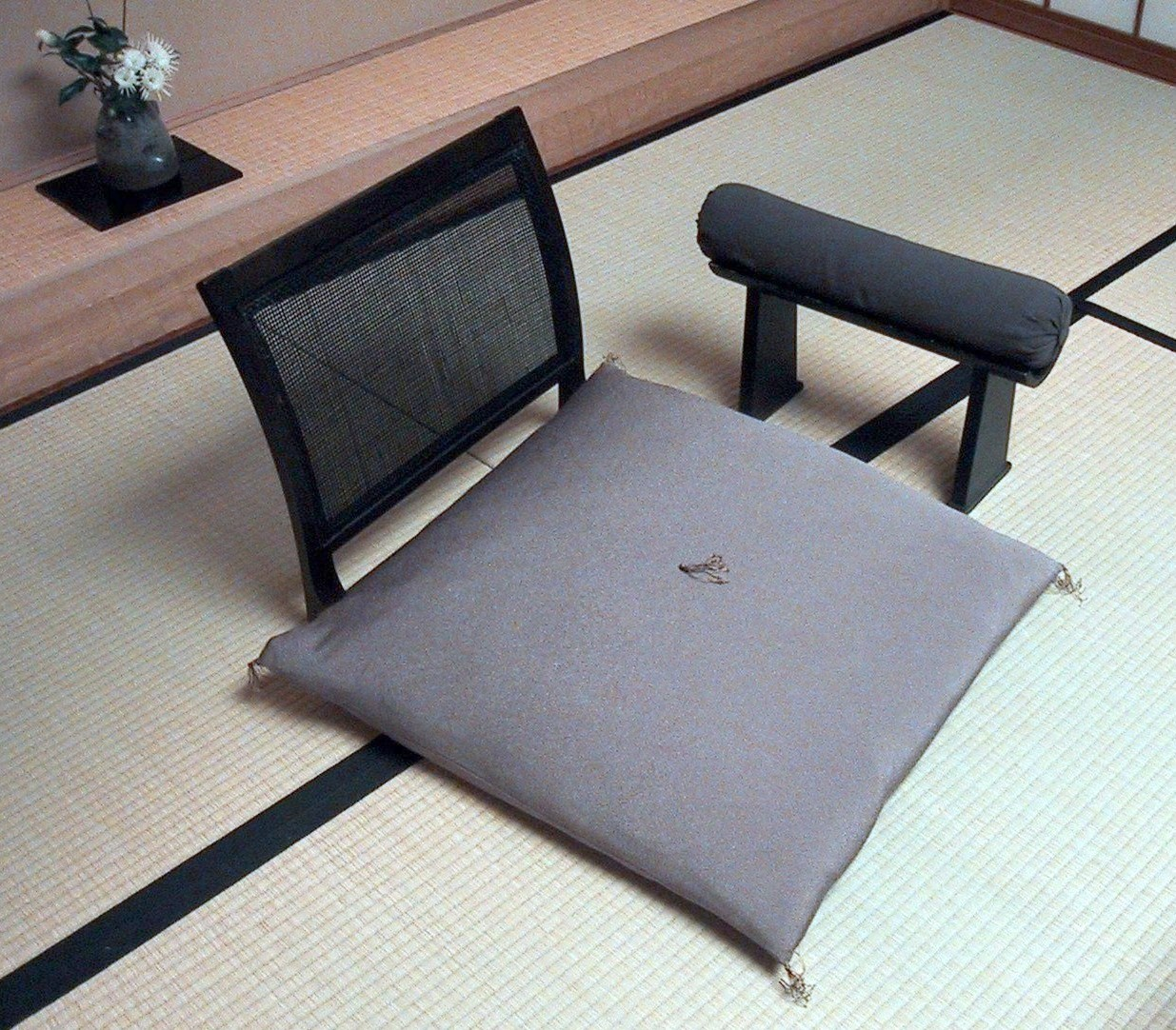
Традиційне японське крісло із дзабутоном

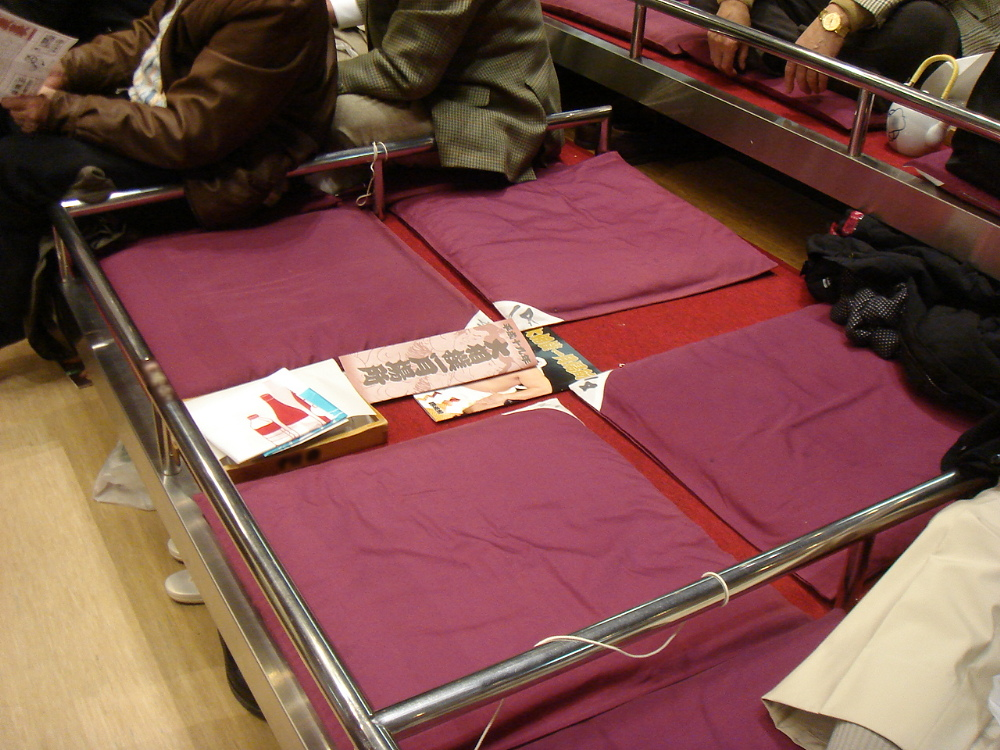
Дзабутон на змаганнях із сумо

Дзабутон (яп. 座布団) — японська плоска подушка для сидіння.
Дзабутон зазвичай використовується для сидіння на підлозі, але його також використовують, коли сидять на стільці. Зазвичай будь-яке місце для сидіння на підлозі повинно мати таку подушку для комфорту. Дзабутон має квадратну форму з довжиною сторони 50-70 см і товщиною в кілька сантиметрів. Дзабутон набивають рослинним пухом або бавовняним ватином. Подушки можуть мати дерев'яну спинку для зручності. Для сидіння на дзабутоні є дві пози — «сейдза» (людина сидить на п'ятах з рівною спиною) та «аґура» (людина сидить, схрестивши перед собою ноги).
Дзабутон зустрічається по всій Японії та використовується в багатьох аспектах культури:
- Під час медитації в дзен-буддизмі сидять на дзабутоні.
- В сумо незадоволені глядачі кидають дзабутон на ринг-дохьо.
- В ракуґо виконавцям не дозволяється вставати з дзабутону протягом усього їхнього виступу.
- Учасники найдовшого японського телевізійного шоу Shōten отримують дзабутон замість балів.
- В дзідайґекі, згідно звичаям, «авторитетний» в'язень забирає все дзабутони своїх товаришів по камері.